# Präsident Freiherr von Maltzahn
Die Präsident Freiherr von Maltzahn (Fischereikennung: HF 294) ist ein Hochseefischkutter. Das Schiff ist seit 1983 im Besitz des Museumshafens Oevelgönne e.V.

## DiePräsident Freiherr von Maltzahnunter Holst und Fock
1928 lief bei der Sietas-Werft in Hamburg-Neuenfelde der Finkenwerder Hochseefischkutter HF.294. als letzter seines Typs vom Stapel. Die Auftraggeber, die Finkenwerder Fischer Holst und Fock, tauften ihn nach dem damaligen Präsidenten des Deutschen Seefischereiverbandes, Hans Jaspar von Maltzahn, auf Präsident Freiherr von Maltzahn.
Die Präsident Freiherr von Maltzahn war nach traditionellen Seglerlinien gebaut, hatte jedoch ursprünglich, dem fortschreitenden Maschinenzeitalter folgend, von Anfang an zusätzlich einen kleinen Antriebsmotor und ein festes Ruderhaus.

## Der neue Besitzer Johnny Lohse
1933 wurde das Schiff an den Cuxhavener Seefischer Johnny Lohse verkauft, der 1936 die Bünn dicht machen und stattdessen einen Eisraum einbauen ließ. Lohse betrieb die Präsident Freiherr von Maltzahn – abgesehen vom Kriegseinsatz als Minenfischer – bis zu seinem Tod in den 1960er Jahren als Nordseefischkutter unter dem Fischereizeichen HC und NC 274.
Danach ging die Präsident Freiherr von Maltzahn durch viele Hände und verkam zusehends. Schließlich lag das Schiff als ausgeschlachtetes Wrack in Wischhafen, kippte eines Tages um und lief voll.

## Die Restaurierung derPräsident Freiherr von Maltzahn
Nach einem ersten Restaurierungsversuch in Friedrichskoog konnte es 1983 vom Museumshafen Oevelgönne erworben werden.
Von 1984 bis 1989 wurde das Schiff unter Aufsicht des Werft-Seniors Joachim Behrens von ABM-Kräften, Mitgliedern des Fördervereins sowie des Museumshafens auf der Behrens-Werft umfassend erneuert und als segelnder Finkenwerder Hochseekutter rekonstruiert. Alle Überwasserplanken, alle Decksbalken und das gesamte Deck wurden erneuert. Eine gespendete Motorenanlage wurde eingebaut und die Decksaufbauten wiederhergestellt.
Die Präsident Freiherr von Maltzahn war ursprünglich als Motorsegler gebaut, das heißt, das Schiff war untertakelt und hatte darum auch kein Mittelschwert. Das sollte mit der Restaurierung nun anders werden, denn an den guten Segeleigenschaften bestanden keine Zweifel. Als Vorlage diente der Segelriss des Hochseekutters Louis und Emma  mit einer Gesamtsegelfläche von 208 m², verteilt auf anderthalb Masten. Der Begriff Kutter bezieht sich daher hier auf den Rumpf und nicht auf die Takelung.
Am 15. April 1989 lief die Präsident Freiherr von Maltzahn – pünktlich zum 800. Hamburger Hafengeburtstag – zum zweiten Mal vom Stapel, segelt seitdem auf Elbe, Nord- und Ostsee – laufend restauriert von einer ehrenamtlich und unentgeltlich arbeitenden Crew, bestehend aus Mitgliedern des Museumshafen Oevelgönne.

## Aktuelles

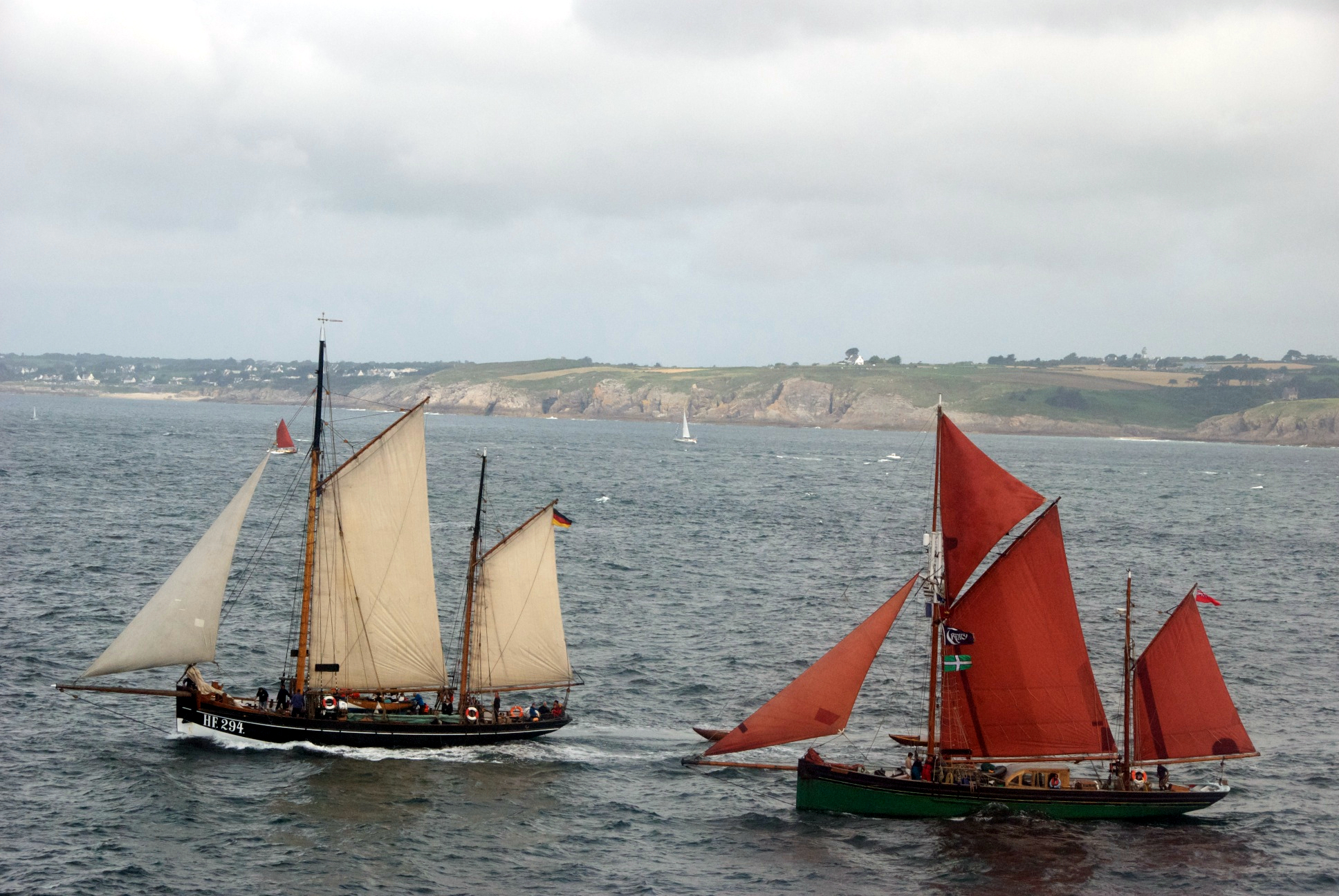
Die Präsident Freiherr von Maltzahn (links) in Brest 2012

Nach 1996, 2000 und 2004 nahm die Präsident Freiherr von Maltzahn auch im Jahr 2012 – nach langem Werftaufenthalt in Egernsund – an dem alle vier Jahre stattfindenden Seglertreffen „Fêtes maritimes de Brest“ in Frankreich teil. Da der Museumshafen Oevelgönne und somit auch die Präsident Freiherr von Maltzahn nicht von offiziellen Geldern gefördert wird, müssen alle Instandhaltungskosten durch Charterfahrten und Spenden gedeckt werden.